# Гимназијум у Делфима
 Гимназијум у Делфима данас археолошки локалитет, у античкој Грчкој био је једна од јавних институција која се користила за вежбања духа и тела. Историјски гледано постојање и рад гимназијума одвијао се кроз два периода: антички и римски. Гимназијум је чинило већи број грађевина које су се састојале од фискултурне сале, палестре (рвалишта) и купатила.
Изграђена је у 4. веку пре нове ере, и од тада је прошао кроз неколико модификација у римском периоду када је обновљен и додате су му римске терме са топлом водом. Током хеленистичког периода гимназијум је коришћен за интелектуалне и културне манифестације, пре свега предавања познатих говорника, филозофа и песника.

## Положај
Aрхеолошки остатаци гимназијум налазе се на падини планине Парнас, у оквиру полукружне избочине познате као Фердијаде, око 15 km jугозападно од градa-луке Кира у Коринтском заливу.

## Прва археолошка ископавања
Након зланог доба у античком и римском периоду, Делфи су опљачкане, док је његово благо однесено, како би украшавало градове његових освајача, међутим, коначни пораз је доживео 385 године нове ере, када је византијиски цар Теодосије, наредио његово укидање (замирање).
Након тога низ векова Делфи су били потпуно заборављени, као и многи антички градови.
Тек у 19. веку јавило се велико занимање француских археолога за Делфе.Прва ископавања у Делфима започела је Лаурент 1838. године, док су обимнија истраживања и ископавања настављена у 1892. години и са прекидима су трајала све до 1939. године.
Међу истраживачима посебно су се истакли „ђаци” француске археолошке школе у Атини: J. Bousquet, P. Amandry и други.
У Делфима не постоји никакав траг о урбанистичким изменама или рушењима од првих археолошких открића. У овом, као и у другим светилиштима додавани су нови археолошки локалитети али се, или није никад дирало у њихову аутентичност, или се поправљало и верно реконтруисало оно што би време, немарност или природне непогоде оштетиле.

## Краћа историја Делфа
Делфи се као село јављају већ у рано бронзано доба, упоредо са насељима као што су Тиринт, Микена, Орхоменос (Беотија) и друга. Врло рано постали су место култа. Било је то у касномикенском периоду, које је припадало божанствима Геји и Посејдону.
Грци су Делфе сматрали не само средиштем Хеладе него и света. Као светилиште и средиште Аполоновог култа у антици, прихвата се од 8. века п. н . е. Оно је пронело славу Делфа по читавом античком свету, јер се са њим није могло мерити ни једно друго пророчиште, па ни оно Зевсово у Додони у Епиру, нити оно у Дидими у Малој Азији.

## Историја
Грци, као становници земље која се простирала јужним делом Балканског полуострва, у античко доба овековечени легендама и богатеом митологијом, обликовали су околину и друштво у којем су живели, на њима својствен начин. Врло важан део околине била су грчка светишта или пророчишта. Светишта нису имала само религиозну улогу, већ и врло важну световну улогу. У њима су се организовала спортска надметања, попут Олимпијских игара у Олимпији и Питијских игара у Делфима, и књижевно - позоришна надметања. Светишта су поред сакралних објеката, имала и много објеката у којима су боравили ходочасници, спортисти и уметници.
Историјски гледано постојање и рад гимназијума одвијао се кроз два периода: антички и римски. Први гимназијум изграђен је у северозападном делу Мармарије, а у легендарним записима из античког периода спомиње се као вежбалиште. Прави антички гимназијум, као гимнастичко и атлетско вежбалиште у Делфима, саграђен је у 4. веку п. н. е., а реконструисан је и дограђиван у римској епохи (око 120. године). Такви објекти су били најчешће гимназијуми, стадиони, позоришта, леонидаион (хотел), булеутерион (већница) итд.
Гимназијумом је управљао гимназијарх, а о моралном понашању бринуо је софронист, док је надзор над гимнастичким васпитањем имао гимназијаст. Надзор гимназијума је био поверен јавним службеницима одговорним за вођење спортских игара на јавним приредбама.
У гимназијуму су се касније одржавала предавања и расправе о филозофији, књижевности и музици, а у близини њих су биле јавне библиотеке.

## Архитектура
Архитектонски гледано гимназијум је био размештен на две терасе са палестром (грч. palestra - рвалиште, школа за рвање) на доњој, и зимским вежбалиштем на горњој тераси. Са северозападне и јужне стране гимназијум било је више просторија и дворана различите намене, а у рушевинама палестра, данас се могу видети и остаци цркве са апсидом из новијег доба.
Палестра је била је квадратног облика и лепих пропорција са унутрашњим двориштем чије су страница 13,85 х 13,85 м. Кров палестре носило је 8 стубова размештених по два на све четири стране вежбалишта.
Северно од палестре је добро очувана кружна цистерна, чији су остаци конзервирани. Уз њен северни зид налазила се велика фонтана са 11 мањих базена, који су се снабдевали водом са извора Касталије. У фонтанама су се млади атлетичари могли освежавати и умивати у хладној води. Извор Кастелија налази се повише гимназијума у стени на приближно 538 м надморске висине. Архајски извор Касталија откривен је случајно приликом проширења радова на путу 1959. године. Ова вода се сматрала светом и сви вежбачи морали су се опрати у тој води. Извор Кастелија са фонтанама у гимназијуму изграђен је за време Првог светог рата (600—586. године п.н. е.). Садашњи изглед сачуван је из
хеленистичко-римског времена. Вода из гимназијума отицала је и уливала се даље у реку Плист.
Нешто западније од палестре налазиле су се терме са топлом водом настале знатно касније (око 120. године), у доба римске доминације, која је због неговања култа вода била нешто захтевнија.
На горњој тераси гимназијума саграђено је зимско вежбалиште у облику трема (галерија на стубовима), постављено у смеру северозапад—југоисток, унутрашњих димензија 184,43 х 7,5 м. Оригинални дорски стубови, који су придржавали кров, били су од пороса, а замењени су у римско доба јонским мермерним
стубовима постављеним на високе квадратне базе. У овом простору су младићи вежбали за време хладних и кишних дана или јаких летњих врућина, док се у нормалним данима вежбало на отвореном простору и на незаштићеној стази, која је била уређена испред трема и са њим се пружала паралелно.

## Манастир на месту гимназијума
Током византијског периода уз коришћење преосталог камена изграђен је манастир на темељима гимназијума. Католици су манастир срушили 1898. године током археолошких ископавања на локалитету гимназијума, у циљу откривања древних палестри.
У неким спсисима наводи се да када Џорџ Гордон Бајрон посетио Делфе почетком 19. века, урезао своје име на Дорској колонади која је служила као грађевински материјал за манастир.